# Fédération canadienne de rugby à XV
La Fédération canadienne de rugby à XV ou Rugby Canada est une organisation membre de World Rugby qui régit l'organisation du rugby à XV au Canada. Elle regroupe les fédérations provinciales, les clubs, les associations, les sportifs, les entraîneurs, les arbitres, pour contribuer à la pratique et au développement du rugby dans tout le territoire canadien.

## Historique
Quoique présent de côte à côte, le rugby est fortement implanté à l'Ouest, dans la province de la Colombie-Britannique, le climat tempéré de Vancouver et ses environs permettant une saison plus longue qu'ailleurs. Les deux tiers du squad national 
proviennent de cette seule province, dont la fédération fut fondée en 1889, soit deux ans avant celle de la Nouvelle-Zélande. Il a fallu néanmoins attendre les années 1960 pour voir le rugby canadien vraiment décoller. Sans doute encouragés par la victoire historique, en 1958, de la Colombie-Britannique sur les Wallabies (11-8), les contacts internationaux s'élargissent . En 1966, les Lions britanniques s'y arrêtent au retour des antipodes et n'obtiennent qu'une courte victoire face à l'équipe nationale (19-8).  
Presque toutes les nations du monde s'y sont arrêtées le temps d'un match. Par manque d'encadrement technique de haute valeur et compte tenu des difficiles conditions climatiques, les Canadiens progressent lentement. Leur rugby, calqué sur les méthodes traditionnelles et parfois dépassées, n'est pas compétitif faces aux grandes nations. Éloigné de l'Europe et de l'Océanie, le Canada parvient difficilement à se renouveler. Lors de la Coupe du monde 1987, les Canadiens avaient dominé les Tonga avant d'être défaits, logiquement, par l'Irlande et le pays de Galles. Solides sur le plan international au début des années 1990, les Canadiens ont retrouvé une place discrète - non sans avoir battu certaines équipes des grands pays de rugby comme la France en 1994 ou le pays de Galles en 1993.

## Identité visuelle
Le 25 février 2018, la fédération présente un nouveau logo,.

Évolution du logo
Ancien logo abandonné en février 2018.
Logo depuis février 2018.

## Fédérations provinciales au Canada
| \| Rugby Alberta British Columbia RU New Brunswick RU Newfoundland and Labrador RU Ontario Rugby Union Prince Edward Island RU Rugby Manitoba Rugby Nova Scotia Rugby Québec Saskatchewan RU \| Localisation des sièges des dix fédérations régionales canadiennes (Territorial Unions) |
| Rugby Alberta British Columbia RU New Brunswick RU Newfoundland and Labrador RU Ontario Rugby Union Prince Edward Island RU Rugby Manitoba Rugby Nova Scotia Rugby Québec Saskatchewan RU                                                                                               |

La Fédération canadienne regroupe dix fédérations régionales (Territorial Unions). Certaines d'entre elles sont divisées en comités locaux (Local Area Unions) qui sont au nombre de 10. Les dix fédérations régionales sont les suivantes :
- Rugby Alberta
- British Columbia Rugby Union
- New Brunswick Rugby Union
- Newfoundland and Labrador Rugby Union
- Ontario Rugby Union
- Prince Edward Island Rugby Union
- Rugby Manitoba
- Rugby Nova Scotia
- Rugby Québec
- Saskatchewan Rugby Union

## Liste des présidents
| - J. F. Smith (1929-1932) - G. N. Stacey (1932-1933) - R. S. Swan-Dixon (1933-1935) - H. J. Ketchen (1935-1938) - D. P. Dack (1938-1939) - F. B. Latchmore (1939-?) - R. B. Spray (1965-1972) | - R. C. Ellis (1972-1974) - R. W. Elder (1974) - P. C. Clarke (1974-1976) - R. W. Elder (1976-1980) - I. Thomas (1980-1982) - D. H. Brockington (1982-1987) - N. B. Giffen (1987-1991) - G. M. Heald (1991-1999) | - H. Benyon (1999-2000) - N. B. Giffen (2000-2001) - P. Parfrey (2001-2003) - R. Smith (2003-2007) - Rick Bourne (2007-????) - Tim Powers (????-2021) - Sally Dennis (2021- ) |